# Prvenstvo Anglije 1959
Prvenstvo Anglije 1959 v tenisu.

## Moški posamično
Alex Olmedo :  Rod Laver, 6-4, 6-3, 6-4

## Ženske posamično
Maria Bueno :  Darlene Hard, 6-4 6-3

## Moške dvojice
Roy Emerson /  Neale Fraser :  Rod Laver /  Bob Mark, 8–6, 6–3, 14–16, 9–7

## Ženske dvojice
Jeanne Arth /  Darlene Hard :  Beverly Baker Fleitz /   Christine Truman, 2–6, 6–2, 6–3

## Mešane dvojice
Darlene Hard /  Rod Laver :  Maria Bueno /  Neale Fraser, 6–4, 6–3